# Otto Pöggeler

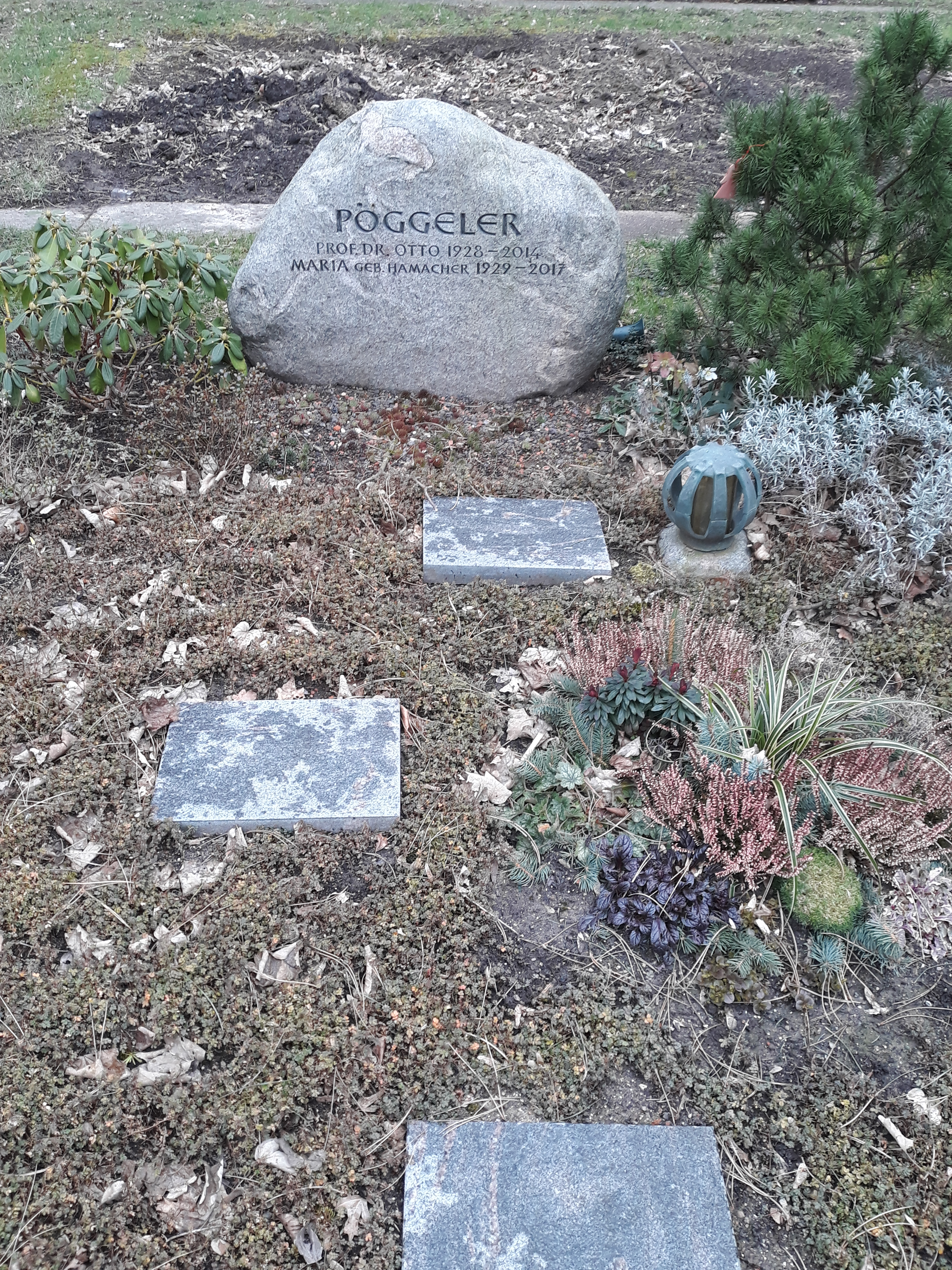
Tumba de Otto Pöggeler

Otto Poggeler (Attendorn, Westfalia, 12 de diciembre de 1928 − Bochum, 10 de diciembre de 2014) fue un filósofo alemán, representante de la filosofía hermenéutica. Especialista en la filosofía de Hegel, el idealismo alemán, la fenomenología, la filosofía hermenéutica, la teoría de las ciencias humanas y la filosofía del arte.

## Currículum académico
Estudió lenguas germánicas, historia, derecho y filosofía en la Universidad de Bonn. Aquí se graduó en germánico con una tesis sobre "La crítica de la época romántica en Hegel". Su tesis de habilitación en la Universidad de Heidelberg la dirigió Hans-Georg Gadamer y estuvo centrada en los primeros escritos de Hegel y la idea de Fenomenología del Espíritu.
En 1968 fue profesor de filosofía en la Universidad del Ruhr en Bochum y nombrado director del Hegel-Archiv (Archivo de Hegel) en Bochum, puesto que desempeñó hasta 1994.
En 1973 fue profesor visitante en la Universidad de Pensilvania. En 1988 profesor visitante en la Universidad Estatal de Nueva York. Desde 1977 fue miembro de la Academia de Ciencias de Renania del Norte-Westfalia. De 1978 a 1983 presidente de la Sociedad Alemana para la Investigación Fenomenológica.

## Campo filosófico
Se especializó en los filósofos Georg Wilhelm Friedrich Hegel, Edmund Husserl y Martin Heidegger.
En trabajo crítico-interpretativo contribuyó al más alto nivel en dos áreas principales: la filosofía de Hegel y Heidegger. En 1959 Heidegger lo invitó a dar una conferencia con motivo de su septuagésimo cumpleaños ("Ser como evento"). También publicó estudios sobre Heidegger con motivo de los 75 y 80 años del filósofo ("La historicidad en la obra tardía de Heidegger" y "Hoy Heidegger"). Esta relación entre ambos no le impide criticar las interpretaciones que de él hace Pöggeler; este autor señala lo que considera el límite de Heidegger: ser incapaz de seguir el camino de la política y la búsqueda de fundamentos de las matemáticas y la física, combinando el conocimiento hermenéutico y el conocimiento científico.
También trabajó en la fenomenología y filosofía hermenéutica en el campo de la estética y la crítica literaria. Su investigación se centró en la relación entre la filosofía y la política, así como entre la filosofía y el arte (Paul Celan, Paul Klee).
A Paul Celan lo conoció en París. Ambos formaron una analítica de la fenomenología de lo poético. Dedicó a este tema varias obras donde se plantea la cuestión de la interpretación en el lenguaje.

## Selección bibliográfica
- Wege in schwieriger Zeit. Ein Lebensbericht. Wilhelm Fink Verlag, Paderborn 2011. ISBN 978-3-7705-5123-1

- Philosophie und hermeneutische Theologie. Heidegger, Bultmann und die Folgen. Wilhelm Fink Verlag, Paderborn 2009. ISBN 978-3-7705-4403-5

- Europa come destino e come compito. Correzioni nella filosofia ermeneutica. Guerini e Associati, Milano 2008. ISBN 978-88-6250-006-7

- Schicksal und Geschichte. Antigone im Spiegel der Deutungen und Gestaltungen seit Hegel und Hölderlin. Wilhelm Fink Verlag, Paderborn 2004. ISBN 978-3-7705-4047-1

- Bild und Technik . Heidegger, Klee und die moderne Kunst. Wilhelm Fink Verlag, Paderborn 2002. ISBN 978-3-7705-3675-7

- Der Stein hinterm Aug. Studien zu Celans Gedichten. Wilhelm Fink Verlag, München 2000. ISBN 978-3-7705-3466-1

- Hegels Kritik der Romantik. Wilhelm Fink Verlag, München 1999. ISBN 978-3-7705-3343-5

- Heidegger in seiner Zeit. Wilhelm Fink Verlag, München 1999. ISBN 978-3-7705-3390-9

- Hegels Kritik der Romantik. 1956. 2. überarbeitete Auflage. Wilhelm Fink Verlag, München 1999, ISBN 978-3-7705-3343-5

- Schritte zu einer hermeneutischen Philosophie. Alber, Freiburg / München 1994. ISBN 978-3-495-47782-3

- Neue Wege mit Heidegger. Alber, Freiburg / München 1992. ISBN 978-3-495-47719-9

- Spur des Worts. Zur Lyrik Paul Celans. Alber, Freiburg / München 1986. ISBN 978-3-495-47607-9

- Hrsg.: Heidegger. Perspektiven zur Deutung seines Werks. 1984. 3., ergänzte Auflage 1994. Beltz Athenäum, Weinheim 1984. ISBN 3-89547-010-4

- Die Frage nach der Kunst. Von Hegel zu Heidegger. Alber, Freiburg / München 1984. ISBN 978-3-495-47555-3

- Heidegger und die hermeneutische Philosophie. Alber, Freiburg / München 1983. ISBN 978-3-495-47532-4 (Italienisch: Napoli 1994)

- Hegel. Einführung in seine Philosophie. Kolleg Philosophie. Alber, Freiburg / München 1977. ISBN 978-3-495-47354-2

- Hegels Idee einer Phänomenologie des Geistes. Alber, Freiburg / München 1973, 2. Auflage 1993. ISBN 3-495-47780-2

- Philosophie und Politik bei Heidegger. Alber, Freiburg / München 1972, 2. Auflage 1974. ISBN 3-495-47261-4

- Der Denkweg Martin Heideggers. Neske, Pfullingen 1963, 2. Auflage 1983. 3., erw. Auflage 1990, 4., erw. Auflage 1994. ISBN 3-7885-0328-9  (Traducción en español: El camino del pensar de Martín Heidegger. Aliaza Editorial. Madrid 1.983).